# نوسیفنو
نوسیفنو (به لاتین: Nosifeno) یک منطقهٔ مسکونی در ماداگاسکار است که در ناحیه میدونگی-آتسیمو واقع شده‌است. نوسیفنو ۵۶۸ متر بالاتر از سطح دریا واقع شده‌است.